# Baliga jamduarensis
Baliga jamduarensis är en insektsart som först beskrevs av Soumyendra Nath Ghosh 1984.  Baliga jamduarensis ingår i släktet Baliga och familjen myrlejonsländor. Inga underarter finns listade i Catalogue of Life.